# Juan Manuel de Salcedo
Juan Manuel de Salcedo, né en 1743 en Espagne, dernier gouverneur espagnol de la Louisiane de 1801 à 1803 avant le retour à la France du territoire louisianais.

## Biographie
Juan Manuel de Salcedo est entré dans l'armée vers l'âge de seize ans. Il fit carrière au sein de l'armée et fut nommé lieutenant du roi à Tenerife dans les îles Canaries.
Au mois d'août 1800, le roi Charles IV d'Espagne l'envoie en Louisiane. Sa femme meurt peu après à Cuba. Il prend ses fonctions le 14 juillet 1801 à La Nouvelle-Orléans.
Entre-temps, le 1er octobre 1800, le troisième Traité de San Ildefonso redonne la Louisiane à la France. Le précédent gouverneur, le marquis de Casa Calvo recevra l'ordre de la royauté d'Espagne, de restituer le territoire de l'ancienne Louisiane française à la République française. Il fut secondé dans cette charge par le colonel Francisco Bouligny, le gouverneur militaire par intérim et de Nicolas Marie Vidal le gouverneur civil par intérim en attente de sa nomination comme gouverneur de la Louisiane. Casa Calvo collabora avec son successeur, Juan Manuel de Salcedo, dans la rétrocession de la Louisiane à la France.
Juan Manuel de Salcedo assuma sa charge jusqu'au 30 novembre 1803. Ce jour-là, au Cabildo de La Nouvelle-Orléans, le gouverneur Juan Manuel de Salcedo et le marquis de Sebastián Calvo de la Puerta y O'Farrill, transférèrent officiellement le Territoire de Louisiane au représentant français, le préfet Pierre-Clément de Laussat.
Une fois la passation des pouvoirs effectuée, Juan Manuel de Salcedo embarqua pour les îles Canaries où il termina sa carrière d'officier avant d'y mourir de vieillesse. Son fils, Manuel María de Salcedo qui le secondait à La Nouvelle-Orléans, fut nommé gouverneur du Texas espagnol en 1808 puis renversé par une révolte de colons espagnols en 1813 et exécuté.